# Mayacijfers
De Maya gebruikten een (gemengd) positiestelsel dat gebaseerd is op het grondtal 20.
Hun getalsysteem gebruikte een soort cijfers die werden samengesteld uit punten en strepen. De cijfers vormden daarmee een soort additief stelsel. Ook kenden de Maya het getal 0, dat werd voorgesteld door een symbool dat lijkt op een schelp.

Mayacijfers 0 t/m 19

Het rekenen met deze cijfers is in principe eenvoudig: tel de punten bij de punten op, en de streepjes bij de streepjes, en vervang elke groep van vijf punten door een streepje. Op de markt werden door de kooplui hiervoor cacaobonen en stokjes gebruikt.
Een interessant aspect van dit talstelsel is dat ondanks het hoge grondtal 20, er slechts drie symbolen worden gebruikt om de getallen weer te geven. In het hexadecimale stelsel worden zestien symbolen gebruikt. Dit laat zien dat een hoog grondtal niet noodzakelijkerwijs tot een groot aantal verschillende symbolen hoeft te leiden.
Het Mayatalstelsel is een positioneel systeem, waarbij het derde minst significante cijfer echter niet voor {\displaystyle 20^{2}} (400) staat, maar voor {\displaystyle 18*20^{1}} (360). Dit houdt verband met het feit dat het talstelsel vooral werd gebruikt voor de Mayakalender, die bestaat uit achttien maanden van twintig dagen (360 dagen) en vijf slechte dagen.

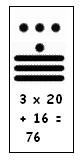
Mayagetal 76

In de figuur hiernaast is het Mayagetal 76 afgebeeld. Het onderste symbool bestaat uit drie strepen en één punt, en staat voor 16. Het bovenste symbool bestaat uit drie puntjes, en staat voor 3 x 20. Samen dus 60 + 16 = 76. In deze notatie staat het meest significante symbool dus bovenaan, het minst significante staat onderaan.

Het hier beschreven talstelsel is het enige feitelijk gedocumenteerde talstelsel. Het wordt gebruikt in de Dresden Codex, een van de weinige documenten met Mayateksten die bewaard zijn gebleven. Men veronderstelt dat voor de handel wel een zuiver positioneel systeem werd gebruikt. Zeker is dat echter niet.
Ofschoon voor berekeningen strepen en stippen werden gebruikt, werden in de inscripties voor het weergeven van de uitkomsten van kalenderkundige berekeningen (tijdseenheden of dag- en maandnamen met hun coëfficiënten), met name in de decoraties van monumenten, de abstracte cijfertekens soms vervangen door de koppen van de specifieke godheden die met de betreffende getallen geassocieerd werden.